# Toltorpskyrkan
Toltorpskyrkan är en kyrkobyggnad i Toltorpsdalen i den norra delen av Mölndals kommun. Den tillhör Fässbergs församling i Göteborgs stift. 

## Historia
År 1955 flyttades en barack, som dittills varit församlingshem i Krokslätt, till Toltorpsdalen. Den fungerade som församlingshem fram till 1962, då dåvarande Svenska Missionsförbundets kapell inköptes och blev dagens kyrka.

## Kyrkobyggnaden
Det vitmålade träkapellet ritades av byggnadsingenjören Nils Karlsson i 1920-talsklassicism med en takryttare och utsmyckning runt de runda fönstren och ingången. Det uppfördes 1931 och innehöll ursprungligen en stor gudstjänstsal, en mindre sal och en ekonomiavdelning. På övre våningen fanns bostad för vaktmästaren. Byggnaden har ett valmat, skifferklätt tak. Kyrksalen har vitmålade väggar. De höga fönstren, som når ända upp till taket, har en indragen, högre och mörkmålad del. Altaret är beläget vid fondväggen.

## Inventarier
Krucifix och dopfunt har hämtats från Fässbergs kyrka.

### Orgel
Den mekaniska orgeln, tillverkad 1969 av orgelbyggaren Anders Persson, har åtta stämmor fördelade på manual och pedal.